# Hanna Jania
Niektóre z zamieszczonych tu informacji wymagają weryfikacji.
 Po wyeliminowaniu niedoskonałości należy usunąć szablon {{Dopracować}} z tego artykułu.
Hanna Maria Jania z domu Smoleńska (ur. 18 listopada 1928 i zm. 12 lutego 2008 w Warszawie) – polska pielęgniarka-położna, magister pedagogiki, wieloletnia nauczycielka i dyrektorka szkół położnych w Warszawie, publicystka i redaktorka naczelna miesięcznika Pielęgniarka i Położna , z którym była związana w latach 1960–1970.
Była absolwentką trzyletniej Szkoły Pielęgniarsko-Położniczej w Gdańsku , ukończonej w 1949 roku. W 1950 uzyskała uprawnienia do nauczania w szkołach medycznych. Wyszła za mąż za rzeźbiarza Władysława Jania .
W 1967 ukończyła studia na Wydziale Pedagogiki Uniwersytetu Warszawskiego .
Za swoją pracę została wyróżniona między innymi odznaką honorową Za zasługi dla oświaty i medalem im. Stanisławy Leszczyńskiej.
Pochowana 18 lutego 2008 r., na cmentarzu Wawrzyszewskim w Warszawie . Miała troje dzieci.

## Odznaczenia
- Honorowa Odznaka PCK 3 stopnia – 1958
- Odznaka honorowa „Za wzorową pracę w służbie zdrowia” – 1962
- Srebrna Odznaka Związkowa – 1967
- Srebrna Honorowa Odznaka m.st. Warszawy – 1967
- Złota Odznaka Związkowa – 1969
- Srebrny Krzyż Zasługi – 1970
- Medal XXV lecia ZZPSZ – 1970